# Limonium furfuraceum
Limonium furfuraceum är en triftväxtart som först beskrevs av Mariano Lagasca y Segura, och fick sitt nu gällande namn av Carl Ernst Otto Kuntze. Limonium furfuraceum ingår i släktet rispar, och familjen triftväxter. Inga underarter finns listade i Catalogue of Life.

## Bildgalleri

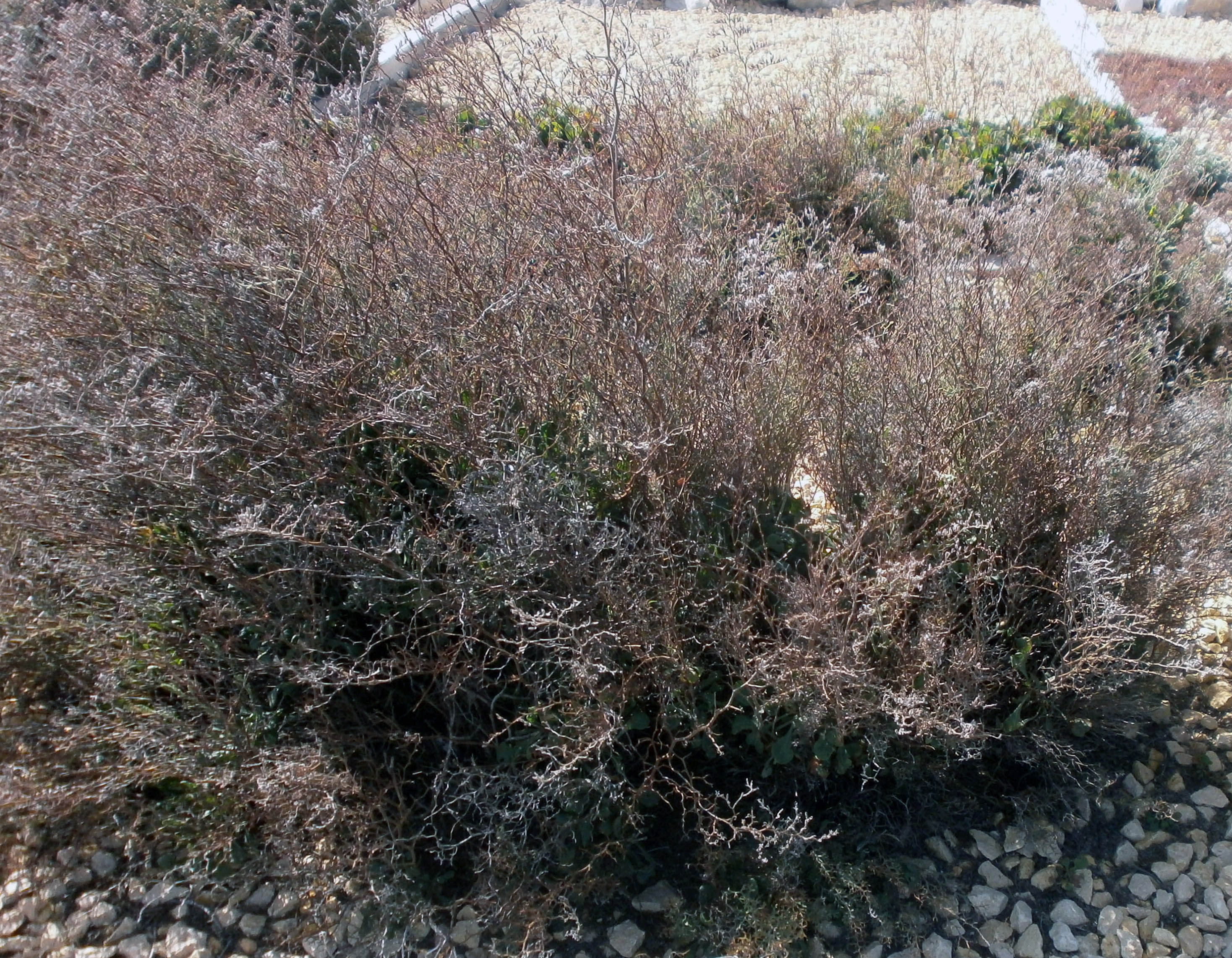